# ウスイロササキリ
ウスイロササキリ（薄色笹螽斯、Conocephalus chinensis）は、バッタ目キリギリス科の昆虫。和名は「色の薄いササキリ」の意味。日本産ササキリ亜科の最普通種の一つ。

## 形態
日本のササキリ亜科の中で最も細長い体型で、体長も長い。体色は飴色がかった淡い黄緑。または薄い褐色。翅は褐色で緑または黄褐色の目立つ線が下側にあり、ほかのササキリより長く、よく発達し優れた飛翔能力を持つ。メスは剣状の産卵管を尾端に備える。

## 生態
河川敷や田んぼのあぜにひろがるイネ科植物の草原で、昼間に「シリシリシリシリシリ……」と澄んだ声で鳴く。個体数が多い普通種なため、生息地では辺り一面で鳴いているのが聴かれる。
東北南部以南では年2回成虫が見られる。また、ササキリ亜科の中では最も耐寒性が強く、12月に入っても暖かい日にはしばしば成虫が鳴いている。飼育下では年を越すこともある。
交尾の際、オスはメスに精包を渡す。メスは尾端にしばらく精包をつけたままだが、間もなくそれを食べて自らの栄養にする。
産卵はメスが草本の葉の付け根や節目に産卵管を挿し込んでおこなうが、適当な場所が見つからないと石でもプラスチックゴミでも、相応の裂け目や隙間のある場所ならどこでも無造作に卵を産み付けてしまう。年1化目個体群の産む2化目の卵は1ヵ月ほどで孵化する。初齢幼虫の体色は黄色とオレンジ色である。
野生の個体はおもにイネ科草本の穂と小さな節足動物の死骸を食べている。飼育下では観賞魚用の餌やドッグフードをよく食べる。過密状態になったり、あるいは脱皮や衰弱で動きの鈍くなった仲間が近くにいると頻繁に共食いがおこる。
最近の温暖化・乾燥化によりしばしばホシササキリに置き換わっていることも多い。